# Saint-Chrysostome
Saint-Chrysostome es un municipio de la provincia de Quebec, Canadá. Es una de las ciudades pertenecientes al municipio regional de condado de Le Haut-Saint-Laurent y, a su vez, a la región de Vallée-du-Haut-Saint-Laurent en Montérégie.

## Geografía

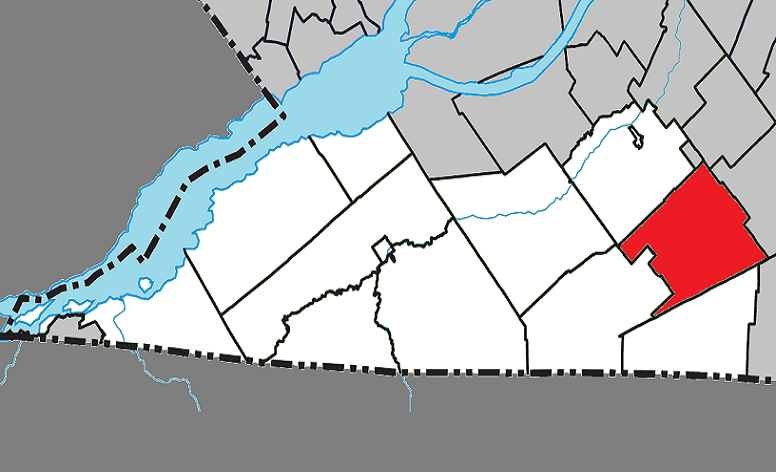
Ubicación de Saint-Chrysostome en Haut-Saint-Laurent

El territorio de Saint-Chrysostome se encuentra ubicado entre los municipios de Très-Saint-Sacrement al norte, Saint-Urbain-Premier al noreste, Sainte-Clotilde al este, el cantón de Hemmingford al sureste, Havelock al sur y Franklin al oeste. Tiene una superficie total de 100,38 km² cuyos 99,88 son tierra firme.

## Política
Forma parte de las circunscripciones electorales de Huntingdon a nivel provincial y de Beauharnois-Salaberry a nivel federal.

## Demografía
Según el censo de 2011, había 2522 personas residiendo en esta ciudad con una densidad poblacional de 25,2 hab./km². Los datos del censo mostraron que de las 2584 personas censadas en 2006, en 2011 hubo un diminución de 62 habitantes (-2,4 %). El número total de inmuebles particulares resultó de 1097. El número total de viviendas particulares que se encontraban ocupadas por residentes habituales fue de 1039.